# Yuri Kōgen Railway
Yuri Kōgen Railway Co.,Ltd. (由利高原鉄道株式会社, Yuri Kōgen Tetsudō Kabushiki-gaisha) est une compagnie de transport de passagers qui exploite une ligne ferroviaire dans la préfecture d'Akita au Japon. Son siège social se trouve dans la ville de Yurihonjō.

## Histoire
La compagnie a été fondée le 31 octobre 1984. Le 1er octobre 1985, elle commence à exploiter la ligne Chōkai Sanroku, auparavant ligne Yashima de la Japanese National Railways.

## Ligne
La compagnie possède une seule ligne.
| Ligne                | Nom japonais | Terminus            | Longueur (km) | Gares |
| -------------------- | ------------ | ------------------- | ------------- | ----- |
| Ligne Chōkai Sanroku | 鳥海山ろく線 | Ugo-Honjō - Yashima | 23,0          | 12    |

## Matériel roulant

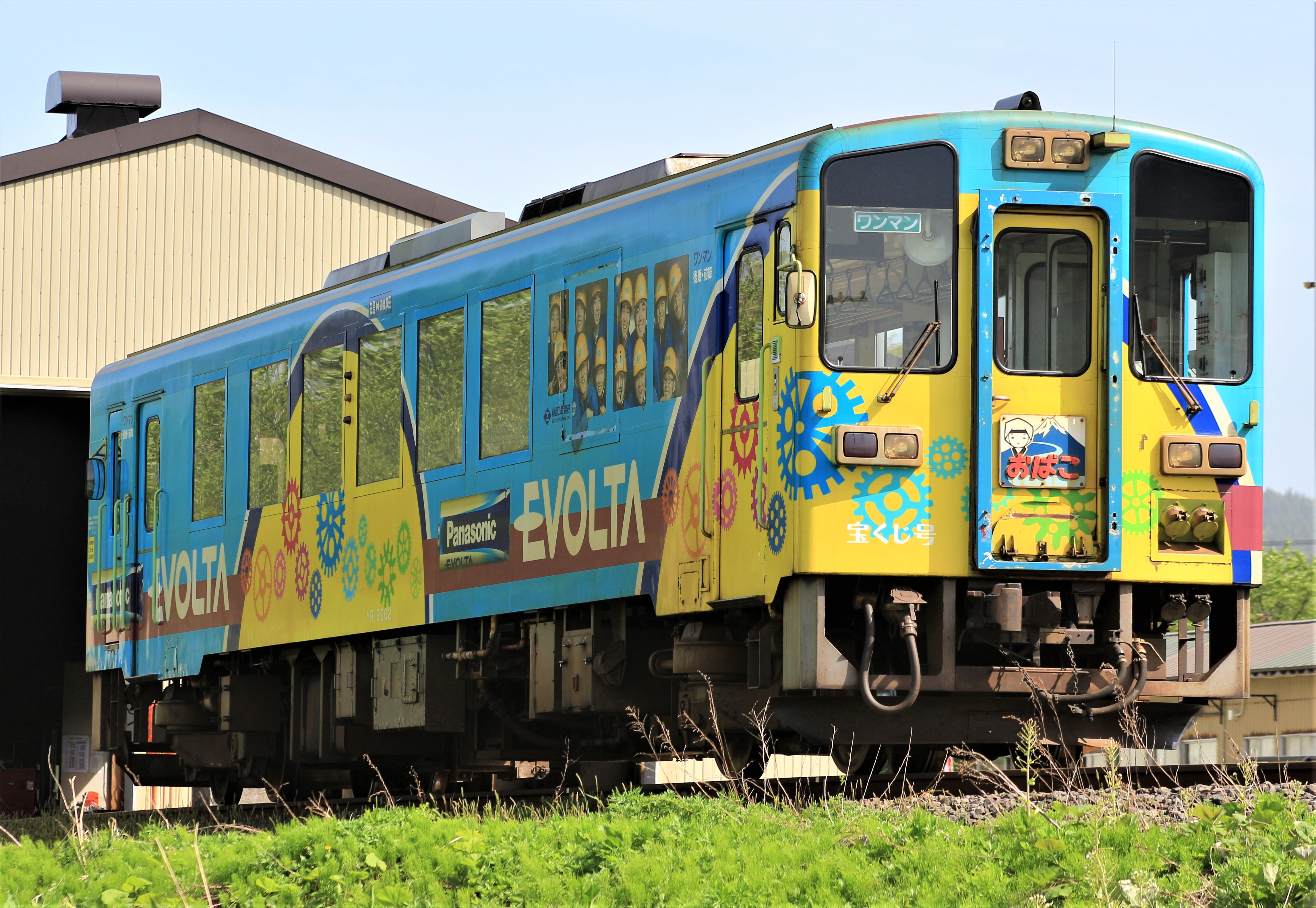
Série YR-2000
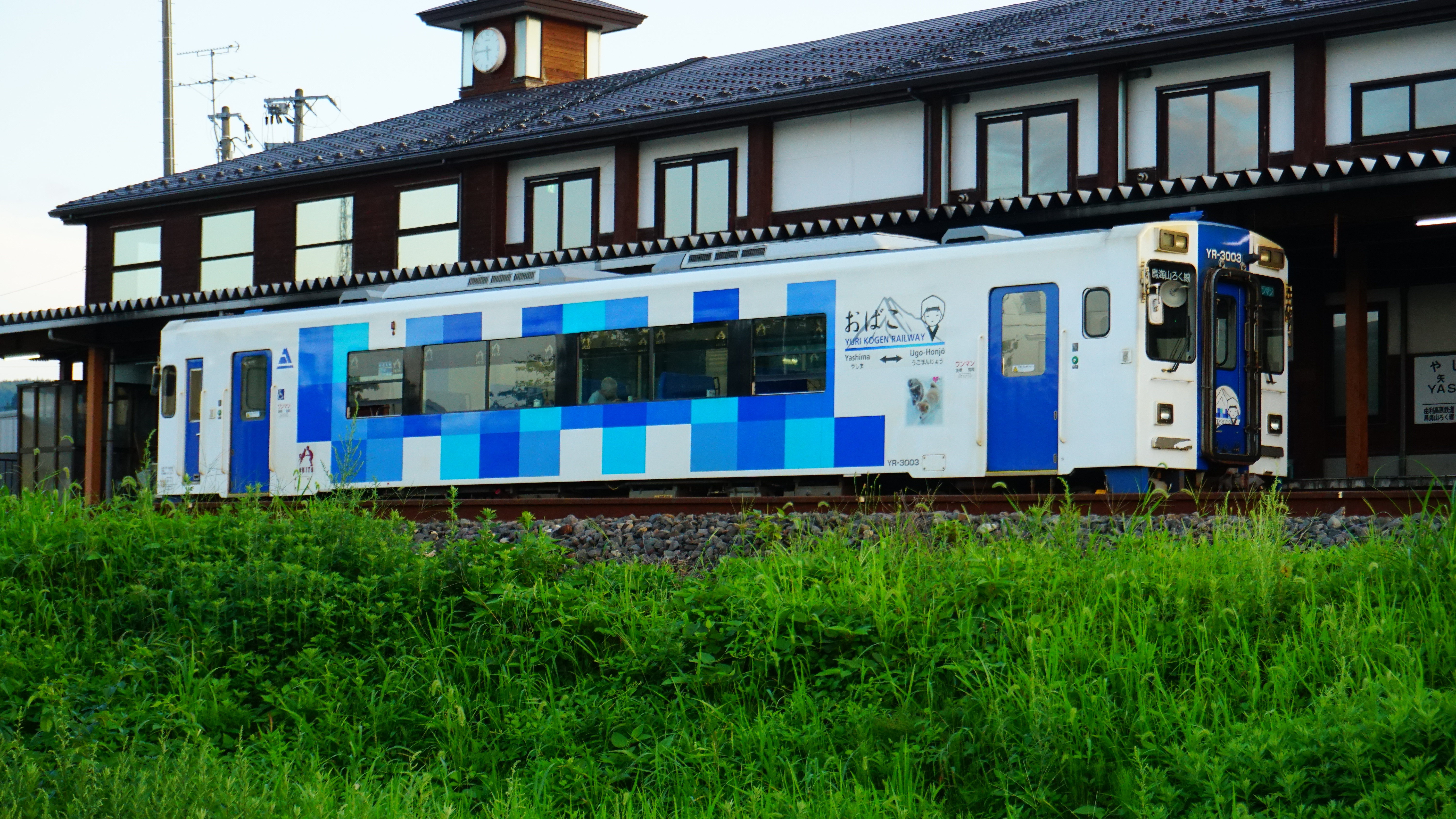
Série YR-3000